# Berufsverband VK
Der Berufsverband VK e. V. – Netzwerk für Vielfalt und Karriere (VK) (bis Anfang 2025 Völklinger Kreis e. V.) ist ein bundesweiter Zusammenschluss von Fach- und Führungskräften sowie selbstständig Tätigen, die sich für die berufliche Gleichstellung sowie für Diversität in Wirtschaft, Verwaltung und Gesellschaft einsetzen. Der Verband hat seinen Sitz in Berlin und zählt rund 700 Mitglieder, die in Regional- und Fachgruppen organisiert sind.

## Geschichte
Die Gründungsidee des Verbands geht auf das Jahr 1990 zurück. Damals veröffentlichte ein junger Manager eine Kontaktanzeige im Raum Völklingen, mit dem Ziel, schwule Führungskräfte beruflich und persönlich zu vernetzen. Daraus entwickelte sich zunächst eine lose Initiative, die am 14. September 1991 in Hamburg zur offiziellen Gründung des Völklinger Kreis e. V. führte. Namensgeber war die saarländische Stadt, in der die Initiative ihren Ursprung hatte.
Ab 1993 führte der Verband den Untertitel „Bundesverband Gay Manager“, ab 2004 „Berufsverband schwuler Führungskräfte“ und später „Berufsverband schwuler Führungskräfte und Selbständiger“. Die Bundesgeschäftsstelle wurde 2007 nach Berlin verlegt.
Auf der Mitgliederversammlung 2024 in Nürnberg wurde die die Anfang 2025 offiziell bestätigte Umbenennung in Berufsverband VK e. V. beschlossen, um der gewachsenen thematischen Breite und dem Fokus auf Vielfalt Rechnung zu tragen.

## Organisation
Der Verband zählt etwa 700 Mitglieder und ist bundesweit in über 20 Regionalgruppen sowie 17 Fachgruppen organisiert. Diese Gruppen ermöglichen fachlichen Austausch, berufliche Weiterentwicklung und kollegiale Unterstützung. Darüber hinaus wird ein Mentoring-Programm für jüngere Fach- und Führungskräfte angeboten.
Der Vorstand des Verbands setzt sich aus ehrenamtlich tätigen Mitgliedern zusammen. Die Vorstandsmitglieder übernehmen Themen in den Bereichen Diversity, Kommunikation, Politik, Digitalisierung, Recht, Internationales und Organisation.

## Ziele und Aktivitäten
Ziel des VK ist es, die gesellschaftliche Akzeptanz sexueller Vielfalt zu fördern und ein diskriminierungsfreies Arbeitsumfeld für alle Diversitätsgruppen zu schaffen. Mit seiner Neuausrichtung im Jahr 2024 setzt der VK die aus seinem jahrzehntelangen Einsatz für die Sichtbarkeit schwuler Führungskräfte im beruflichen Kontext gewonnenen Erkenntnisse und Erfolge im Dialog mit Politik, Wirtschaft und Verwaltung nun für alle Diversitätsgruppen ein.
Zu den wichtigsten Aktivitäten des Verbands gehören:
- die Durchführung der Diversity Management Studie, in der regelmäßig der Stand von Vielfalt in Unternehmen und Institutionen analysiert wird,
- das Veranstaltungsformat DiverseCity, das in verschiedenen Städten gemeinsam mit Partnern aus Wirtschaft und Zivilgesellschaft organisiert wird,
- die Verleihung des Max-Spohr-Preises (seit 2001), der alle zwei Jahre an Organisationen mit herausragendem Diversity Management verliehen wird,
- das Mentoring-Programm Future Leaders, das Nachwuchsführungskräfte unterstützt.

Darüber hinaus engagiert sich der Verband auf europäischer Ebene im Rahmen des European Pride Business Network (EPBN) und ist Mitglied im Deutschen Führungskräfteverband (ULA).

## Öffentlichkeitsarbeit und Kooperationen
Der Verband ist aktiv in sozialen Medien, veröffentlicht Stellungnahmen, Studien und Empfehlungen zu Diversity-Themen und pflegt Kooperationen mit politischen Entscheidungsträgern, Unternehmen, Hochschulen und anderen Verbänden.
International ist der VK über das EPBN mit Organisationen in Österreich, Frankreich, der Schweiz und Italien vernetzt. Ziel ist der Austausch von Best Practices und die Stärkung queerer Führungskräfte auf europäischer Ebene.
Auf europäischer Ebene arbeiten der VK und die Wirtschaftsweiber mit den folgenden schwulen und/oder lesbischen Partnerorganisationen zusammen, mit denen sie seit 2005 im Dachverband European Pride Business Network (EPBN) zusammengeschlossen sind: AGPro (Österreich), L’autre cercle (Frankreich), Network (Verband) (Schweiz) und Primo (Italien).

## Förderverein
Dem VK ist ein eigenständiger Förderverein angeschlossen, dessen Zweck es ist, die Projekte und Ziele des Verbands finanziell zu unterstützen. Der Förderverein ist gemeinnützig und ermöglicht sowohl Mitgliedern als auch externen Unterstützerinnen und Unterstützern, durch Spenden oder Fördermitgliedschaften zur Arbeit des VK beizutragen. Mit den Mitteln des Fördervereins werden insbesondere Veranstaltungen, Studienprojekte, Mentoringformate sowie die Öffentlichkeitsarbeit im Bereich Diversity Management finanziell gefördert.

## Fachgruppen
Die 14 Fachgruppen sind:
- Bauwesen und Projektentwicklung
- Finanzen
- Forschung und Technik
- Gesundheit und Soziales
- Personalwesen
- IT
- Kleine Unternehmen
- Politik
- Öffentlicher Dienst
- Recht
- Senioren im VK
- Unternehmer
- Wirtschaftsprüfer und Steuerberater
- Young Professionals (für Berufsanfänger)[2]

## Regionalgruppen
Die 21 Regionalgruppen sind:
- Berlin
- Bielefeld-Paderborn
- Bonn
- Bremen
- Düsseldorf
- Dortmund
- Dresden
- Frankfurt
- Freiburg
- Hamburg
- Hannover
- Köln
- Leipzig
- München
- Münster/Osnabrück
- Mainz/Wiesbaden
- Nürnberg
- Oldenburg
- Rhein/Neckar
- Stuttgart
- Südwestfalen

## Max-Spohr-Preis
Der VK verleiht alle zwei Jahre den Max-Spohr-Preis. Dieser Preis wird unter der Schirmherrschaft des jeweils amtierenden Bundesjustizministers an Unternehmen vergeben, die hervorragendes Diversity Management betreiben und in der deutschen Wirtschaft Best-Practice-Beispiele darstellen. Auch zweijährlich führt der VK eine Diversity Studie durch, die zur Beobachtung und Erfassung des Entwicklungsstands von Diversity Management in der deutschen Wirtschaft dient. Der Preis wird seit 2010 gleichberechtigt an zwei Arbeitgeber verliehen, seit 2012 an jeweils einen Arbeitgeber aus dem öffentlichen und dem privaten Sektor.
Preisträger
- 2001: Ford Deutschland
- 2002: Deutsche Bank
- 2004: Deutsche Bahn
- 2006: Volkswagen Bank
- 2008: SAP
- 2010: IBM und Commerzbank
- 2012: Deutsche Telekom und Landeshauptstadt München
- 2014: Daimler AG und Stadt Dortmund
- 2016: Berliner Verkehrsbetriebe und Ernst & Young
- 2018: Siemens und Landeshauptstadt Hannover; Sonderpreis für Marlies Krämer[4]
- 2020:
  - Privater Sektor: Robert Bosch GmbH
  - Öffentlicher Sektor: Landeshauptstadt Düsseldorf
  - Nachhaltigkeit: Landeshauptstadt München[5]
  - Sonderpreis: Schulstiftung der Evangelischen Kirche Berlin-Brandenburg-Schlesische Oberlausitz